# آخوندک زمینی اسکینر
آخوندک زمینی اسکینر (نام علمی: Litaneutria skinneri)، گونه‌ای از آخوندک نیایشگر است که در جنوب غربی ایالات متحده (آریزونا، نیومکزیکو و تگزاس) یافت می‌شود. همچنین در غرب و مرکز مونتانا یافت می‌شود.